# Open Gaz de France 2002
Open Gaz de France 2002 — жіночий тенісний турнір, що проходив на закритих кортах з твердим покриттям стадіону П'єр де Кубертен у Парижі (Франція). Належав до турнірів 2-ї категорії в рамках Туру WTA 2002. Відбувсь удесяте і тривав з 4 до 9 лютого 2002 року. Перша сіяна Вінус Вільямс здобула титул в одиночному розряді.

## Фінальна частина

### Одиночний розряд
Вінус Вільямс —  Єлена Докич без гри
- Для Вільямс це був 2-й титул за сезон і 32-й - за кар'єру.

### Парний розряд
Наталі Деші /  Мейлен Ту —  Олена Дементьєва /  Жанетта Гусарова без гри
- Для Деші це був єдиний титул за сезон і 1-й титул за кар'єру. Для Ту це був єдиний титул за сезон і 2-й - за кар'єру.